# Lista 15

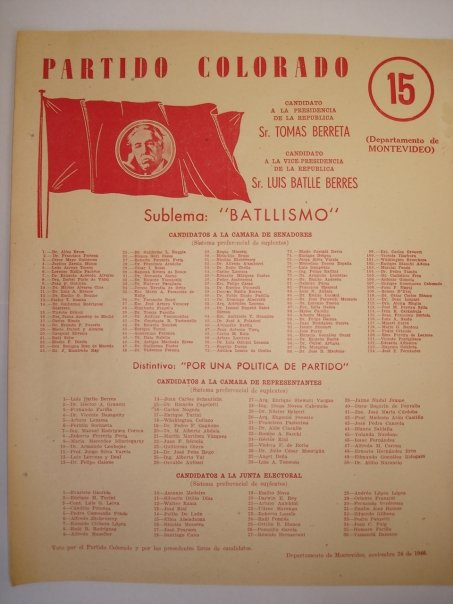
Histórica lista 15 para las elecciones de 1946.

La Lista 15 es un sector del Partido Colorado de Uruguay. Actualmente manifiesta una tendencia política de corte liberal. Hasta las elecciones de 1971 utilizó el sublema "Unidad y Reforma".

## Historia
Este sector fue fundado por Luis Batlle Berres, Presidente de la República entre 1947 y 1951. Desde entonces, el sector lideró las preferencias internas dentro del Partido Colorado durante buena parte del siglo XX. 

### Las diferencias con el catorcismo
La figura de José Batlle y Ordóñez dominó el Partido Colorado, y esto continuó siendo así, incluso varias décadas después de fallecido; y su herencia familiar no fue la excepción. Siempre tuvo un inocultable favoritismo con su sobrino Luis Batlle Berres, sobre todo en cuestiones políticas, y esto fue en desmedro de sus propios hijos César, Lorenzo y Rafael Batlle Pacheco, quienes conducían la oficialista Lista 14. 
Así, cuando Luis Batlle Berres se agrupa alrededor de la Lista 15, en el Partido Colorado hubo un permanente contrapunto entre "la 14" y "la 15", que pautó prácticamente todos los acontecimientos políticos del partido.

### La 15 tras la muerte de Luis Batlle

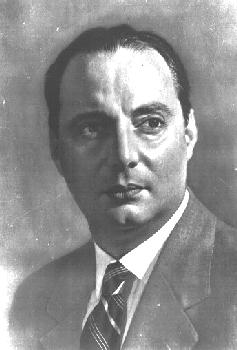
Luis Batlle Berres, histórico líder quincista.

Traumático fue el destino del Partido Colorado durante 8 años en la oposición (1959-1967); el fallecimiento de su máximo líder Luis Batlle Berres terminó de cambiar la fisonomía del partido. Se celebraron elecciones internas en el quincismo, que evidenciaron una fractura en tres:
- Jorge Batlle Ibáñez se alza vencedor y enarbola el liderazgo de la Lista 15; contaba con el respaldo de numerosos dirigentes como Alberto Abdala, Héctor Grauert, Luis Hierro Gambardella, Eduardo Paz Aguirre y Alfredo Lepro, además de figuras jóvenes como Julio María Sanguinetti, Antonio Marchesano, Francisco Forteza (hijo), Tabaré Hackenbruch y Washington García Rijo. Jorge Batlle nombró a su sector "Unidad y Reforma", indicando que se aproximaban nuevos tiempos.
- Amílcar Vasconcellos era considerado por muchos el líder natural de la 15 en ausencia de Luis Batlle, pero quedó en minoría. Lo acompañaron Renán Rodríguez, Alberto Fermín Zubiría, Carlos Queraltó, José Luis Vila y Ponciano Torrado.
- El Frente Colorado de Unidad se instituyó en torno a varios senadores como Justino Carrere Sapriza, Alba Roballo, Manuel Flores Mora y Glauco Segovia.

Así las cosas, Jorge Batlle quedó como líder indiscutido de la 15, sector que experimentó un viraje hacia posturas liberales en materia económica, lejos del proteccionismo tan firmemente defendido por su padre en tiempos donde el mismo era moneda corriente en el mundo. Por su parte, el Frente Colorado de Unidad se asoció con la Unión Colorada y Batllista (dándole el triunfo electoral a Oscar Gestido), y Vasconcellos siguió su propio camino con apoyo electoral más bien discreto. De este modo, la Lista 15 continuó siendo un sector gravitante, si bien no logró conquistar el poder por un buen tiempo.
Durante el gobierno de Jorge Pacheco Areco, si bien los quincistas no contribuyeron con ministros en el gabinete, le dieron respaldo institucional, evitando entre otras cosas un juicio político al presidente.

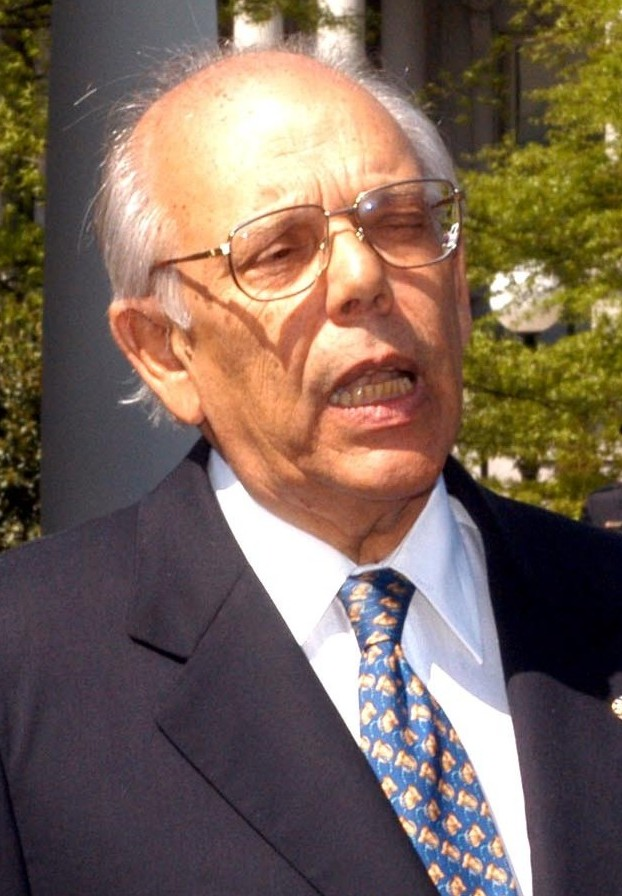
Jorge Batlle, líder de la 15 después de su padre.

### Dictadura y retorno a la democracia
En las elecciones internas de 1982, esta agrupación concurrió con la denominación ABX; Jorge Batlle estaba proscrito, por tanto la encabezó Julio María Sanguinetti, quien obtuvo resonantes victorias electorales, superando al pachequismo por 3 a 1.
En las elecciones de 1984 y hasta la separación del Foro Batllista en 1990, la Lista 15 concurrió junto a otras agrupaciones batllistas bajo la denominación "Batllismo Unido".
En las primeras elecciones internas según la Constitución de 1997, la Lista 15 contribuyó al triunfo de Jorge Batlle, quien fue elegido Presidente de la República en noviembre de 1999. En la ocasión, la Lista 15 obtuvo 5 senadores y 15 diputados, siendo su último desempeño político destacado.

### La 15 en la oposición
La figura más importante del sector es el exministro, exsenador y actual presidente del Banco de Seguros del Estado José Amorín Batlle y los exministros Isaac Alfie, y José Villar entre otros. Jorge Batlle, fue líder de la Lista 15 hasta 2004. Luego se desempeñó como figura política sin interacción en decisiones hasta su fallecimiento en el año 2016.
En la elección de 2004, el partido sufrió un grave revés, obteniendo tan solo el 10% de los votos totales. El sector pasó de los cinco senadores de la legislación 2000-2005 a apenas dos para la legislación 2005-2010: Juan Justo Amaro e Isaac Alfie. También obtuvo tres diputados: José Amorín Batlle y Daniel García Pintos por Montevideo y Daniel Bianchi por Colonia
A partir de 2005, comenzó una reestructura de la Lista 15. Se crearon Mesas Ejecutivas en cada Departamento y una Mesa Ejecutiva Nacional. En marzo de 2007 se votó la integración de la Mesa Ejecutiva Nacional, siendo el integrante más votado, y en consecuencia, Secretario General, José Amorín Batlle. 
El objetivo de dichas mesas ejecutivas fue la organización del sector a nivel nacional, culminando en la elección del precandidato a la Presidencia. Cuando José Amorín Batlle parecía ser el candidato natural del sector, y poco antes de la fecha de elección del precandidato, el exministro de ganadería, Martín Aguirrezabala, hizo saber su intención de ser el precandidato a la Presidencia por la Lista 15.
El 17 de mayo de 2008, en una asamblea en el Platense Patín Club, los representantes de todas las mesas ejecutivas del país eligieron como precandidato a la Presidencia por la Lista 15 a José Amorín Batlle. El voto fue unánime (19-0). Amorín Batlle pierde posteriormente la interna con Pedro Bordaberry.
En las Elecciones Internas de 2014 y 2019 José Amorín Batlle pierde las internas, una frente a Pedro Bordaberry y la última contra Ernesto Talvi y el expresidente Julio María Sanguinetti. En las Elecciones Departamentales del año 2020, la Lista 15 apuesta a la renovación con candidatos jóvenes a la Junta Departamental y Municipal sin lograr levantar.
En 2023 decide apoyar la precandidatura a Presidente del ingeniero Gabriel Gurméndez para las elecciones internas de 2024, siendo la primera agrupación en apoyar su precandidatura.El viernes 2 de agosto, el sector, liderado por el senador suplente Raúl Batlle, se alejó de la figura de Gabriel Gurméndez para integrar el sublema y lista al Senado del candidato colorado electo Andrés Ojeda.

## El número de lista 15 en Rivera
Es importante aclarar que este número de lista aparece en el Partido Nacional en el departamento de Rivera, históricamente asociado al Herrerismo; dicha lista no debe ser confundida con el correspondiente sector del Partido Colorado a nivel nacional. Tampoco debe serlo la del exministro Jorge Sanguinetti (Vamos Uruguay) en Colonia, ni en Lavalleja con la Lista 15 del exministro Gustavo Amen .

### Documental
- 2024: Jorge Batlle: entre el cielo y el infierno, dirigido por Federico Lemos.[7]